# Peñaranda de Bracamonte

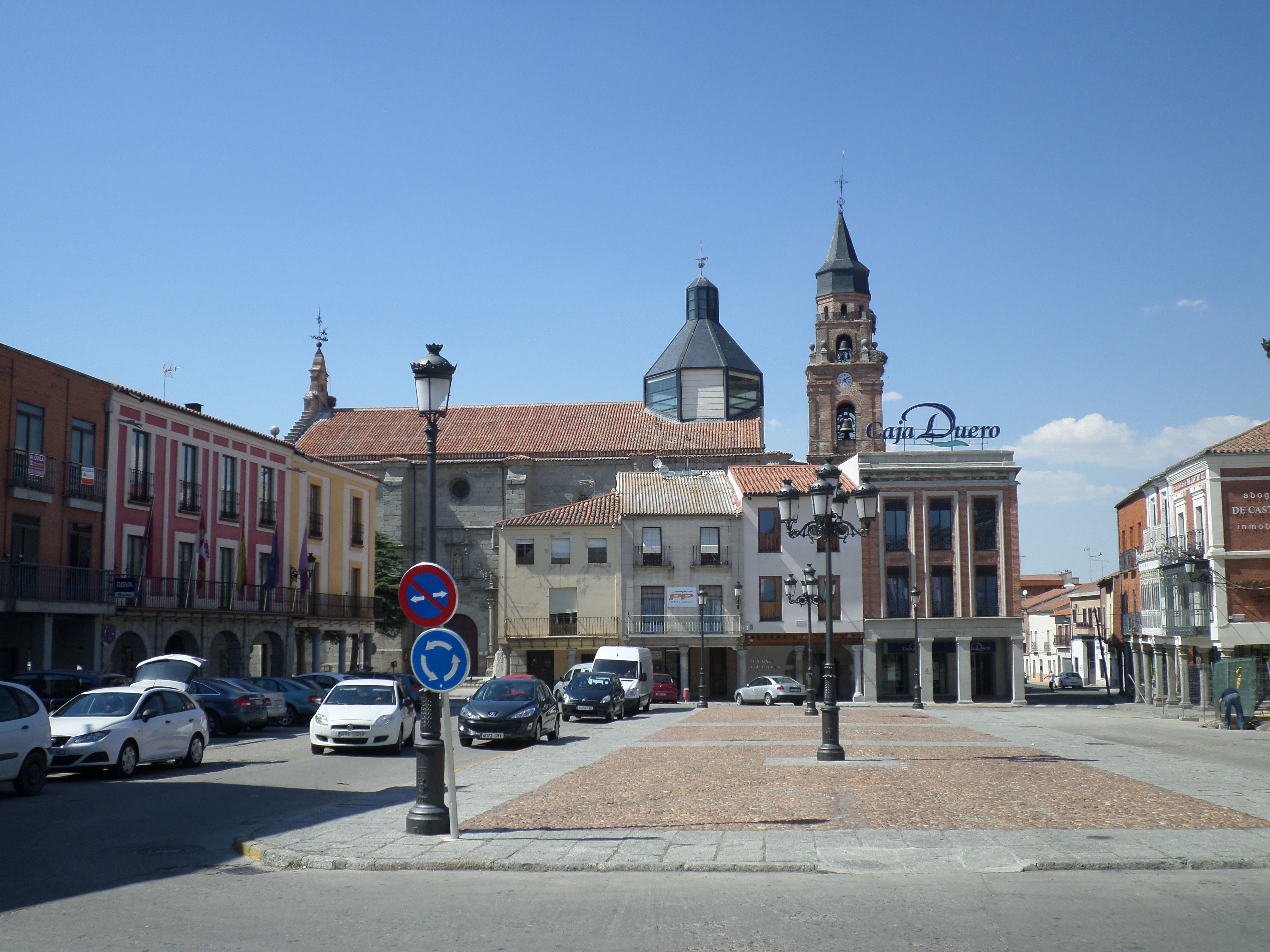
Peñaranda de Bracamonte

Peñaranda de Bracamonte là một đô thị ở tỉnh Salamanca, tây Tây Ban Nha, thuộc cộng đồng tự trị Castile-Leon. Đô thị này có cự ly 40 kilômét so với thành phố tỉnh lỵ Salamanca và có dân số 6320 người.
Đô thị này có diện tích 22,96 km².
Đô thị này nằm ở khu vực có độ cao 899 mét trên mực nước biển.
Mã số bưu chính là 37300.